# Maciej Kurzajewski
Maciej Kurzajewski (ur. 29 stycznia 1973 w Kaliszu) – polski dziennikarz sportowy i prezenter radiowo-telewizyjny.

## Życiorys
Jest synem Teresy i Czesława Kurzajewskich, dziennikarza sportowego. Ma dwie siostry. Ukończył Szkołę Podstawową nr 3 im. Juliusza Słowackiego oraz III Liceum Ogólnokształcące im. Mikołaja Kopernika w Kaliszu. W młodości trenował kolarstwo torowe i taniec nowoczesny, a także śpiewał w chórze i grał na skrzypcach. W grudniu 1987 został uhonorowany tytułem „króla gier” przez czasopismo „Bajtek”. Studiował prawo na Uniwersytecie Warszawskim.
Na pierwszym roku studiów zwyciężył w konkursie na dziennikarzy redakcji sportowej Telewizji Polskiej, dzięki czemu w 1993 podjął staż w telewizji pod opieką Włodzimierza Szaranowicza. W 1997 przeniósł się do TVN, gdzie został współtwórcą działu sportowego, ponadto poprowadził pierwszy serwis sportowy w stacji 3 października 1997. Dwa lata później dołączył do Wizji Sport. Następnie w 2001 wrócił do TVP, dla której prowadził program informacyjny TVP1 Sportowy Express (2002–2006) i był gospodarzem Sportu po głównym wydaniu Wiadomości. Jednocześnie z pracą w telewizji, wystąpił w roli komentatora sportowego w grze Skoki narciarskie 2004 (wraz z Markiem Rudzińskim) i przeprowadził wywiad z Adamem Małyszem, który ukazał się w 2004 w formie książki biograficznej pt. „Moje życie – Adam Małysz”. W latach 2007–2008 był prezenterem studia oprawy TVP1. Ponadto współprowadził poranne programy TVP: Kawa czy herbata? (2005–2007, 2012–2013) i Pytanie na śniadanie (2009–2011), magazyn Świat się kręci (2014–2015), program rozrywkowy Gwiazdy tańczą na lodzie (2007–2008) oraz koncert noworoczny Sylwester marzeń z Dwójką (2009/2010 i 2010/2011), a także prowadził teleturniej Kocham cię, Polsko! (2009–2012). Prowadził studio podczas zawodów Pucharu Świata w skokach narciarskich na zmianę z Maciejem Jabłońskim i innych imprez związanych z tą dyscypliną sportu. Był gospodarzem studia olimpijskiego podczas Zimowych Igrzysk Olimpijskich w Salt Lake City (2002), w Turynie (2006), Vancouver (2010), Soczi (2014), Pjongczang (2018) oraz Pekin (2022). Współprowadził studio meczowe podczas najważniejszych wydarzeń piłkarskich, m.in. mistrzostw świata w 2006, 2010 (jako szef ekipy reporterskiej), 2014, 2018 i 2022 oraz mistrzostw Europy w 2012, 2020 i 2024. Jest trzykrotnym laureatem Telekamery w plebiscycie „Tele Tygodnia” w kategorii „komentator sportowy” (2009–2011), za co w 2012 odebrał statuetkę Złotej Telekamery.
W październiku 2013 został zawieszony w obowiązkach za naruszenie zasad etyki dziennikarskiej w związku z udziałem w komercyjnej kampanii reklamowej, a we wrześniu 2015 został odsunięty od prowadzenia programu Świat się kręci po tym, jak zareklamował na wizji ofertę konkurencyjnej stacji (program Rinke Rooyensa emitowany w telewizji Polsat). Wkrótce jednak powrócił do pracy na antenach TVP jako gospodarz programów: Wielki Test (2016–2024), Dzień dobry, Polsko! (2017), Czar par (2019), The Wall. Wygraj marzenia (2019), Moja klasa – Back to School (2020) i Giganci historii (2020; TVP Historia), a także jako kapitan jednej z drużyn w programie TVP1 To był rok! (2020) oraz jeden z prowadzących Pytania na śniadanie (2020–2024). W latach 2022–2023 prowadził audycje Cztery pory roku i Lato z radiem na antenie Pierwszego Programu Polskiego Radia.
W sierpniu 2024 rozpoczął współpracę z Telewizją Polsat, w której wspólnie z Katarzyną Cichopek został prowadzącym program poranny halo tu polsat w Polsacie, a także dołączył do redakcji Polsat Sport. Wiosną 2025 uczestniczył w 16. edycji programu Dancing with the Stars. Taniec z gwiazdami w Polsacie.

## Odznaczenia
W 2021 za zasługi w działalności społecznej i charytatywnej został odznaczony Złotym Krzyżem Zasługi.

## Życie prywatne
W 1996 poślubił prezenterkę telewizyjną Paulinę Smaszcz, z którą rozwiódł się w 2020. Mają dwóch synów, Franciszka (ur. 1997) i Juliana (ur. 2006). 7 października 2022 potwierdził swój związek z prezenterką Katarzyną Cichopek.
W 2009 został ambasadorem Narodowego Dnia Życia.
Interesuje się bieganiem, kilkukrotnie wziął udział w maratonach.